# Domptin
Domptin település Franciaországban, Aisne megyében. Lakosainak száma 638 fő (2022. január 1.). Domptin Bézu-le-Guéry, Charly-sur-Marne, Coupru és Villiers-Saint-Denis községekkel határos.

## Népesség
A település népességének változása:
| Lakosok száma | 219  | 300  | 420  | 618  | 665  | 664  | 654  | 647  | 635  | 638  |
|               | 1968 | 1982 | 1990 | 2006 | 2013 | 2015 | 2017 | 2019 | 2020 | 2022 |